# كريستال برايت
كريستال برايت (بالإنجليزية: Crystal Bright)‏ هي موسيقية وكاتبة غنائية ومخرجة أمريكية، ولدت في 9 أبريل 1981.